# آتش‌های کوچک در همه جا (رمان)
آتش‌های کوچک در همه جا (به انگلیسی: Little Fires Everywhere) عنوان یک رمان آمریکایی در سال ۲۰۱۷ و به قلم نویسندهٔ آمریکایی سلست اینگ است. این دومین اثر اوست که در شهر دوران کودکی نویسنده یعنی شیکر هایتس، اوهایو رخ می‌دهد. داستان رمان راجع به دو خانواده است که در دهه ۱۹۹۰ در شیکر هایتس زندگی می‌کنند و از طریق فرزندانشان بهم نزدیک می‌شوند. نویسنده می‌گوید نوشتن دربارهٔ زادگاهش «تاحدی شبیه نوشتن دربارهٔ اقوامتان است. چیزهای فوق‌العاده‌ای در آن‌ها می‌بینید، به شدت دوستشان دارید و با این حال از تمام غرابت‌ها و نقطه ضعف‌هایشان باخبرید.»
این کتاب در آوریل ۲۰۲۰ و همزمان با پخش مینی‌سریال اقتباس شده به همین نام، به مدت سه هفته رتبه اول را در لیست پرفروش‌ترین داستان‌های نیویورک تایمز در اختیار داشت.

## داستان
ماجرا از سال ۱۹۹۸ و با آتش گرفتن خانه خانواده ریچاردسون در شیکر هایتس، اوهایو آغاز می‌شود. گمان می‌رود آتش‌سوزی عمدی بوده باشد چون چندین آتش کوچک کار را به این ماجرا کشانده‌است.
یک سال قبل، الینا ریچاردسون خانه‌اش در وینسلو رود را به میا ورن و دختر نوجوانش پیرل اجاره می‌دهد. پسر کوچک تر الینا به نام مودی همسن پیرل است، از او خوشش می‌آید و با او دوست می‌شود. پیرل از طریق مودی با دیگر اعضای خانواده ریچاردسون یعنی لکسی، تریپ و ایزی آشنا می‌شود. او به اقامت‌های کوتاه مدت عادت دارد و حالا جذب خانواده ریچاردسون و خانه‌شان می‌شود. او هر روز در خانه آن هاست، به تریپ علاقه‌مند می‌شود و از لکسی الگو می‌گیرد.
میا به‌صورت پاره وقت در یک رستوران چینی به نام لاکی پلس کار می‌کند و از طریق دلالی به نام آنیتا ریس در نیویورک عکس می‌فروشد. او نگران علاقه پیرل به ریچاردسون‌ها می‌شود. وقتی الینا به او پیشنهاد می‌کند بعنوان پیشخدمت در خانه‌شان کار کند، او می‌پذیرد تا بدین شکل از پیرل هم مراقبت کند. در این راه با ایزی آشنا و دوست می‌شود که درواقع گاو پیشانی سفید خانواده است.
ریچاردسون‌ها به جشن تولد میرابل مک کولا، دختر خوانده لیندا و مارک، دعوت می‌شوند. میا از طریق یکی از همکارانش در لاکی پلس به نام ببه چاو می‌فهمد که نام این بچه در اصل می لینگ چاو است و دختر ببه است؛ ولی ببه در میانه افسردگی پس از زایمان و مشکلات اقتصادی او را در یک آتش‌نشانی رها کرده‌است. ببه بیش از یک سال دنبال فرزندش می‌گشته و ناامید است چون هیچ پولی برای گرفتن وکیل ندارد. میا به او توصیه می‌کند خبرگزاری محلی را در جریان قرار دهد. در نتیجه این رسوایی، ببه حق دیدن دخترش را پیدا می‌کند و وکیلی به نام ادوارد لیم به رایگان پرونده اش را می‌پذیرد.
الینا می‌فهمد که ببه از طریق میا از ماجرای دخترش مطلع شده‌است. پس با عصبانیت در گذشته میا کنکاش می‌کند. با پیگیری والدین میا می‌فهمد که او باردار شده بوده تا دخترش را به زوج عقیم و ثروتمند نیویورکی به نام جوزف و مدلین بدهد. اما نتوانسته از فرزندش بگذرد و به آن زوج گفته که سقط کرده و بعد با پیرل فرار کرده‌است و از آن زمان تاکنون، والدینش خبری از او ندارند.
لکسی باردار می‌شود و از پیرل می‌خواهد او را برای سقط همراهی کند. در کلینیک هم از نام پیرل استفاده می‌کند. پیرل و تریپ وارد رابطه جنسی می‌شوند ولی این مسئله یک راز است. وقتی مودی متوجه می‌شود، دیگر با پیرل حرف نمی‌زند. الینا به دنبال این است که آیا ببه سقط کرده یا نه ولی در کمال تعجب، به اسم پیرل برمی‌خورد. پس به سراغ مودی می‌رود ولی او می‌گوید که باید پسر دیگرش را زیر سؤال ببرد.
ببه چاو در دادگاه بازنده می‌شود و میا او را تسلی می‌دهد. الینا به میا می‌گوید از ماجرای پیرل باخبر است و باید از خانه آن‌ها برود. پیرل مایل به رفتن نیست ولی وقتی مادرش ماجرای پدر بیولوژیکش را برایش توضیح می‌دهد، می‌پذیرد. ایزی می‌فهمد که مودی، لکسی و تریپ همگی به نحوی از پیرل سوءاستفاده کرده‌اند و عصبانی می‌شود. وقتی همگی بیرون خانه هستند، روی تخت خواهر و برادرانش بنزین می‌ریزد اما نمی‌داند که مادرش هنوز در خانه است. بعد آتش را روشن کرده و از خانه می‌رود.
بعد از اطفای آتش، ریچاردسون‌ها به خانه اجاره ایشان (خانه سابق ورن‌ها) می‌روند؛ ولی میا برای آن‌ها عکس‌هایی به جا گذاشته که ارزش خاصی برای هرکدامشان دارد.
ببه چاو تحت تأثیر حرف‌های میا یواشکی وارد خانه خانواده مک کلا شده، دخترش را می‌دزدد و با او به کانتون می‌رود. خانواده مک کلا هزاران دلار خرج یافتن آن‌ها می‌کنند. نهایتاً موفق به گرفتن نوزادی از چین می‌شوند. میا و پیرل به جاده می‌زنند و قصد دارند پیش خانواده میا و پدر پیرل برگردند. ایزی با اسم والدین میا به پیتسبرگ فرار می‌کند و به خودش قول می‌دهد اگر دستگیر شد و به خانه برگشت، آن قدر فرار کند تا هیچ وقت مجبور به برگشتن نشود. الینا می‌فهمد که بزرگ‌ترین ترس تو ازدست دادن ایزی بوده که حالا به واقعیت پیوسته. پس قسم می‌خورد تا آخر عمرش دنبال دخترش بگردد.